# Свечина
Свечина (словен. Svečina) — поселення в общині Кунгота, Подравський регіон‎, Словенія.